# Talking Tom és barátai
A Talking Tom és barátai (eredeti cím: Talking Tom and Friends) 2014-től 2019-ig futott amerikai–brit–osztrák–spanyol 3D-s számítógépes animációs vígjátéksorozat, amelyet az Outfit7, Boris Dolenc, Samo Be jelentkezés és Tom Martin alkotott az azonos című játék alapján. A Szitkom rendezői az Outfit7 és Stefan Fjeldmark. Vezető producerei Samo Login, Boris Dolenc, Kris Staber és Dunja Bernatzky. A tévéfilmsorozat az Outfit7, az arx anima (1-3. évad) és a People Moving Pixels (4. évadtól) gyártásában készült, a Outfit7 Entertainment forgalmazásában jelent meg.
Világszerte a YouTube-on vetítették először 2014. december 23-án. A Turner Broadcasting System Europe megszerezte az Egyesült Királyságban a televíziós vetítés jogát. Az Egyesült Királyságban 2016. szeptember 5-én a Boomerang, míg Magyarországon a Minimax mutatta be 2020. május 16-án. A barna kutya neve Ben a kék fehér kutya neve Hank a sárga macskának Ginger a neve a fehér macskának az a neve Angela.

## Szereplők

### Főszereplők
| Szereplő | Eredeti hang  | Magyar hang                                       |
| -------- | ------------- | ------------------------------------------------- |
| Tom      | Colin Hanks   | Kisfalusi Lehel                                   |
| Ben      | James Adomian | Törköly Levente                                   |
| Angela   | Lisa Schwartz | Sipos Eszter Anna                                 |
| Ginger   | Maria Bamford | Molnár Ilona (1. hang) Minárovits Péter (2. hang) |
| Hank     | Tom Kenny     | Bodrogi Attila                                    |

### Mellékszereplők
| Szereplő               | Eredeti hang                                        | Magyar hang                                     |
| ---------------------- | --------------------------------------------------- | ----------------------------------------------- |
| Mikulás                | Tom Kenny                                           | Tarján Péter                                    |
| Dr. Internetes Doktor  | Brian Stack                                         | Tarján Péter                                    |
| Carl igazgató          | Brian Stack                                         | Péter Richárd (1. hang) Németh Gábor (2. hang)  |
| Miki, a mikróba        | Josh Fadem (3. évadig) Tom Kenny (4. évadtol)       | Szalay Csongor                                  |
| A főbérlő              | Dave Willis                                         | Gyurin Zsolt (1. hang) Harcsik Róbert (2. hang) |
| MC (Maurice Claremont) | James Adomian                                       | Péter Richárd                                   |
| Rhonda                 | Lisa Schwartz                                       | Sánta Annamária                                 |
| Victoria Payne         | Suzi Barrett                                        | Györfi Laura                                    |
| Darren                 | George Back                                         | Király Adrián                                   |
| Will Z                 | Brandon Johnson                                     | Bogdán Gergő                                    |
| Xenon                  | Robin Reed                                          | F. Nagy Erika                                   |
| Boomerang              | Tom Kenny                                           | Seszták Szabolcs                                |
| Mel                    | Tom Kenny                                           | Németh Gábor                                    |
| Bongo                  | Tom Kenny                                           | Dézsy Szabó Gábor                               |
| Roy Rakoon             | Tom Kenny                                           | Turi Bálint                                     |
| Flo                    | Maria Bamford                                       | Mezei Kitty                                     |
| Becca Sparkles         | Maria Bamford                                       | Csuha Borbála                                   |
| Velma Vanthrax         | Laraine Newman                                      | Zsurzs Kati                                     |
| Ricky De Luna          | Carlos Alazraqui                                    | Moser Károly                                    |
| Korda Bársony          | Greg Manwaring (1. évad) Maria Bamford (3. évadtol) | Seder Gábor                                     |
| Ronnie                 | James Adomian                                       | Maszlag Bálint                                  |
| McGillicuddy           | James Adomian                                       | eredeti hang                                    |

### Magyar változat
A szinkront a Minimax megbízásából a Direct Dub Studios készítette.
- Felolvasó: Endrédi Máté
- Magyar szöveg: Dame Nikolett
- Hangmérnök és vágó: Schmidt Zoltán
- Gyártásvezető: Vigvári Ágnes
- Produkciós vezető: Bor Gyöngyi
- Szinkronrendező: Zentai Mária

További magyar hangok: Maday Gábor (Gilbert), Péter Richárd, Németh Gábor, Bor László (postás, unikornis), Fehérváry Márton, Gyurin Zsolt, Harcsik Róbert, Seder Gábor, Dézsy Szabó Gábor, Király Adrián, Haagen Imre (rendezői férfi), Andrádi Zsanett (Ruby, Hold), Szatmári Attila (beszélő kártya 2x26), Gacsal Ádám, Hám Bertalan, Faragó András, Mezei Kitty, Forgács Gábor, Szatory Dávid, Fehér Péter, Roatis Andrea, Bolla Róbert, Bessenyei Emma, Gardi Tamás, Szrna Krisztián, Fellegi Lénárd

## Évados áttekintés
| Évad | Évad          | Epizódok      | Eredeti sugárzás   | Eredeti sugárzás   | Magyar sugárzás   | Magyar sugárzás   |
| Évad | Évad          | Epizódok      | Évadpremier        | Évadfinálé         | Évadpremier       | Évadfinálé        |
| ---- | ------------- | ------------- | ------------------ | ------------------ | ----------------- | ----------------- |
|      | bevezető rész | bevezető rész | 2014. december 23. | 2014. december 23. | 2020. május 16.   | 2020. május 16.   |
|      | 1             | 51            | 2015. április 30.  | 2016. december 22. | 2020. május 16.   | 2020. június 10.  |
|      | 2             | 26            | 2017. június 15.   | 2018. március 8.   | 2020. július 7.   | 2020. július 19.  |
|      | 3             | 26            | 2018. május 10.    | 2018. december 27. | 2020. október 19. | 2020. október 31. |
|      | 4             | 26            | 2019. május 16.    | 2020. március 27.  | 2021. január 18.  | 2021. január 30.  |
|      | 5             | 26            |                    |                    | 2021.május 15.    | 2021. május 27.   |